# Theodore McKeldin

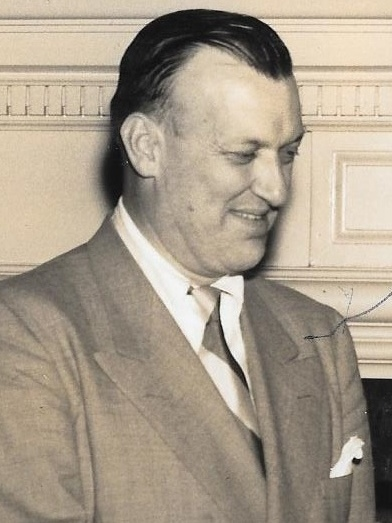
Foto von Theodore McKeldin

Theodore Roosevelt McKeldin (* 20. November 1900 in Baltimore, Maryland; † 10. August 1974 ebenda) war ein US-amerikanischer Politiker (Republikanische Partei) und von 1951 bis 1959 Gouverneur des Bundesstaates Maryland.

## Frühe Jahre und politischer Aufstieg
Nach der Grundschule besuchte McKeldin das Baltimore City College. Danach studierte er bis 1925 an der University of Maryland Jura. Anschließend belegte er an der Johns Hopkins University noch einige Kurse für Wirtschaftslehre. Zwischen 1927 und 1931 war er geschäftsführender Beamter (Executive Secretary) im Dienste des Bürgermeisters von Baltimore. Im Jahr 1939 bewarb er sich erfolglos um das Amt des Bürgermeisters dieser Stadt. Ebenso erfolglos blieb seine Kandidatur für das Amt des Gouverneurs von Maryland im Jahr 1942, als er dem Amtsinhaber Herbert O’Conor unterlag.
Zwischen 1943 und 1947 war er doch Bürgermeister von Baltimore. In dieser Zeit wurde der heutige internationale Flughafen der Stadt gebaut. Allerdings gab es damals auch Probleme in seiner Stadt wie z. B. Rassenvorurteile und daraus resultierende Unruhen. Im Jahr 1946 kandidierte McKeldin erneut für das Amt des Gouverneurs. Bei diesen Wahlen unterlag er gegen William Preston Lane. Vier Jahre später kam es bei den Gouverneurswahlen erneut zu einem Zweikampf zwischen Lane und McKeldin. Diesmal konnte McKeldin einen der größten Wahlsiege in der Geschichte von Maryland für sich verbuchen.

## Gouverneur von Maryland
Theodore McKeldin trat sein neues Amt am 10. Januar 1951 an. Nach einer Wiederwahl im Jahr 1954 konnte er bis zum 14. Januar 1959 im Amt bleiben. In seiner Zeit wurde das Straßennetz des Staates weiter ausgebaut. Es galt damals als eines der Besten in den Vereinigten Staaten. Zu diesem Ausbauprogramm gehörte auch der Bau wichtiger Autobahnverbindungen. Sowohl in Annapolis als auch in Baltimore wurden neue Regierungsgebäude errichtet. Eine Besserungsanstalt für geistig gestörte Kriminelle wurde erbaut und ein Ausschuss zur Verbesserung der Verwaltung (Administrative organization commission) wurde geschaffen. McKeldin war auch einer der führenden Republikaner an der Ostküste. Im Jahr 1952 war er Delegierter zur Republican National Convention in Chicago, wobei er die Nominierungsrede für General Dwight D. Eisenhower hielt, der auf diesem Parteitag zum Präsidentschaftskandidaten ernannt wurde.
Ab dem 1. Juni 1956 löste die Gaskammer in Maryland Hängen als Todesstrafe ab. Theodore McKeldin hatte kurz zuvor ein entsprechendes Gesetz unterschrieben.

## Weiterer Lebenslauf
Nach dem Ende seiner Gouverneurszeit war McKeldin zunächst als Rechtsanwalt tätig. Anschließend war er von 1963 bis 1967 noch einmal Bürgermeister von Baltimore. Dann wurde er von Präsident Lyndon B. Johnson zunächst in eine Kommission zur Klärung von Ansprüchen der indianischen Bevölkerung (Indian Claims Commission) berufen und danach nach Südvietnam entsandt, wo er im Jahr 1967 als Wahlbeobachter fungierte. Theodore McKeldin verstarb im August 1974. Mit seiner Frau Honolulu Manzer hatte er zwei Kinder.